# Тинторетто
Я́копо Робу́сти, более известный как Тинторе́тто (итал. Jacopo Robusti, Jacopo Comin, Tintoretto; ок. 1519, Венеция — 31 мая 1594, Венеция) — выдающийся живописец венецианской школы позднего итальянского Возрождения и маньеризма.

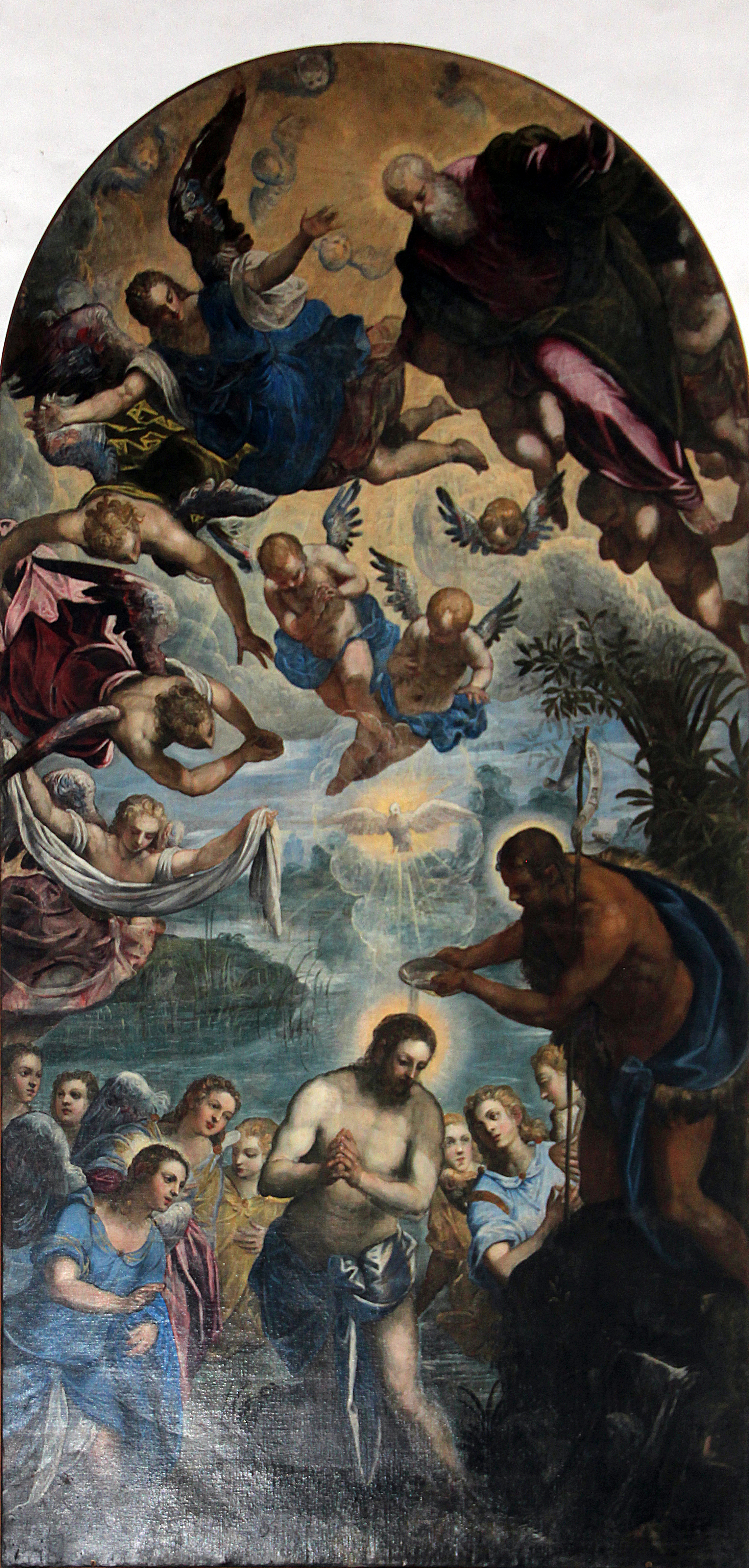
Крещение Христа. Церковь Сан-Пьетро Мартире, Мурано

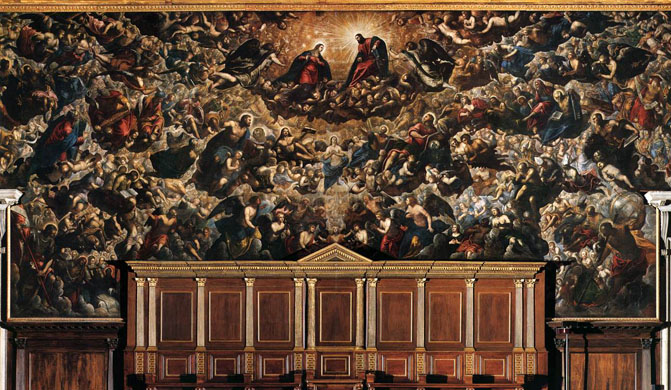
Рай. 1579—1588. Холст, масло. Зал Большого совета. Дворец дожей, Венеция

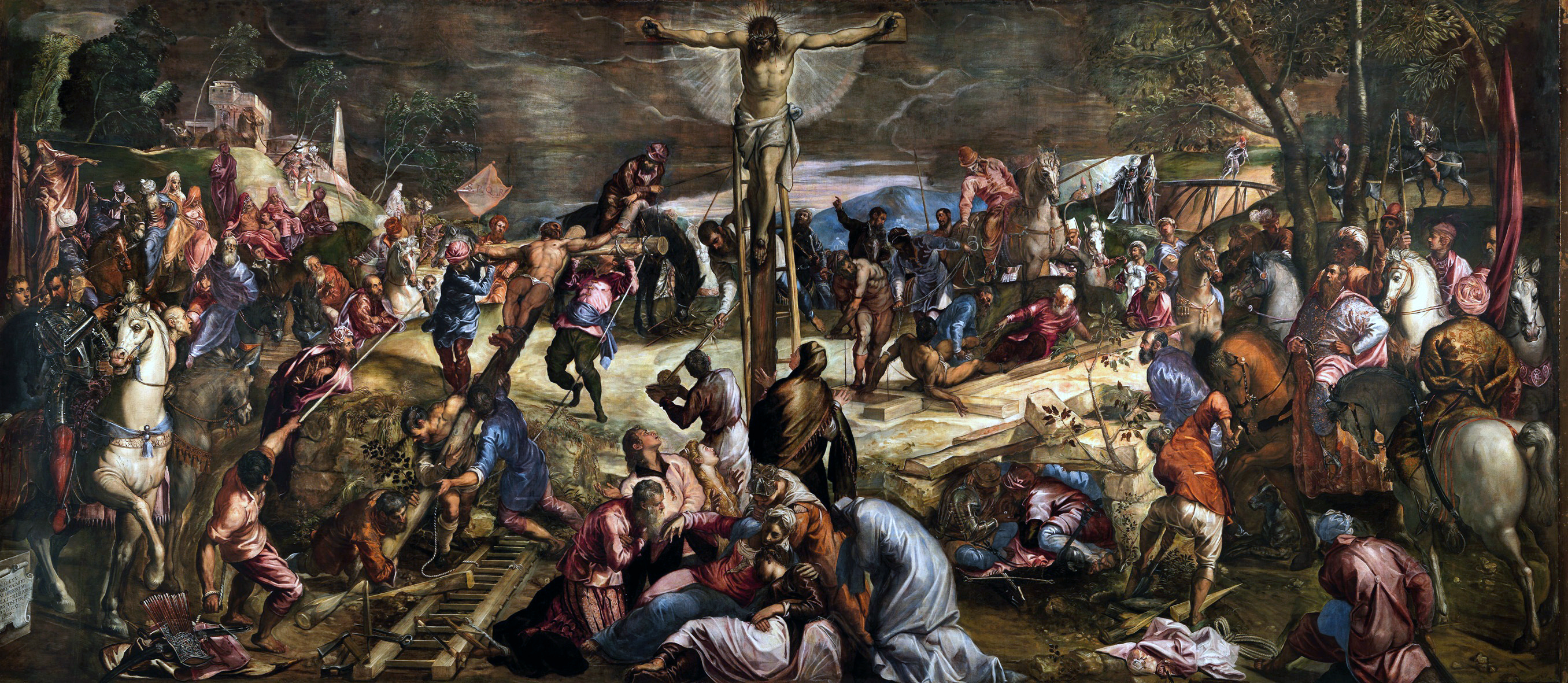
Распятие (Голгофа). 1565. Холст, масло. Скуола Гранде ди Сан-Рокко, Венеция

## Биография

### Ранние годы и ученичество
Художник родился в Венеции, по разным источникам (между концом сентября и началом октября 1518 — согласно Documentazione sull’uomo e l’artista) — в 1517 либо 1519 году. Он был старшим ребёнком в семье, которая со временем стала весьма многодетной: вслед за первенцем на свет появились ещё двадцать детей, а по некоторым сведениям — 22.
Своё прозвание — Тинторетто («маленький красильщик» или «сын красильщика») — он получил из-за профессии отца, бывшего красильщиком тканей (tintore). Возможно, подлинной фамилией отца была «Комин» (Comin). За феноменальную энергию Тинторетто, по свидетельству Дж. Вазари, называли также «бешеным» (Il furioso) или «ужасным» (Il terribile).
По поводу происхождения семьи художника существуют две версии: по одной семья вышла из Брешии (Ломбардия), бывшей в то время частью Венецианской республики, по другой — их предки были выходцами из Лукки.
Очень рано обнаружив необыкновенную способность сына к живописи, отец отдал его в ученики к Тициану в 1530 году, но в студии мастера Якопо провёл не более 10 дней (по другой версии несколько недель), после чего Тициан, как гласит предание, не захотел держать его дольше у себя, предугадывая в нём опасного соперника: «предписал своему помощнику отправить самонадеянного юнца на все четыре стороны, побоявшись конкуренции в своей собственной мастерской». Однако можно предположить и другое объяснение: увидев в ученике большой талант и склонность к совершенно иной манере письма, Тициан понял, что едва ли сможет его учить. С этого времени отношения между двумя художниками оставались враждебными, несмотря на продолжающееся восхищение Тинторетто Тицианом. Со своей стороны, Тициан активно осуждал Тинторетто за его «поверхностную манеру». Многие исследователи отрицают «ученичество» Тинторетто у Тициана, утверждая, что у первого вообще не было наставника. Также обращается внимание на то, что по своей стилистике первые картины молодого художника ближе к работам Франческо Пармиджанино и Андреа Скьявоне.
Тинторетто, благоговея перед своим бывшим наставником, стремился в своих произведениях соединять тициановские блеск и силу красок с совершенством динамического рисунка, которым, по его мнению, никто не обладал в такой степени, как Микеланджело. Он даже написал на видном месте на стене у себя в мастерской девиз своего искусства: «Рисунок — как у Микеланджело, колорит — как у Тициана» (итал.  Il disegno di Michelangelo ed il colorito di Tiziano). Также испытал влияние Рафаэля и Джулио Романо. В своих работах он часто использовал архитектурные мотивы из трактатов Себастьяно Серлио.
Изучая скульптуру по микеланджеловским изваяниям «Ночь», «Утро», «День» и «Вечер», Тинторетто, как и Тициан, овладел лепкой из воска и глины и использовал эти навыки для выстраивания своих картин с помощью объёмных моделей. Делая кукольные домики, населённые персонажами, он на основе этих макетов находил нужные освещение и композицию. Некоторые исследователи считают, что он пользовался макетами в первую очередь для построения архитектурных перспектив. Как и юный Микеланджело, Тинторетто изучал препараты анатомических кабинетов и трупы, как одетые, так и нагие. С этого времени он приучается работать не только днём, но и ночью.
Влияние художников флорентийской школы на раннем этапе творчества не помешало Тинторетто искать свой собственный стиль, отличительные качества которого — драматичность композиции, смелость рисунка, своеобразная живописность в распределении света и теней, теплота и сила красок, приёмы широкого письма. Многие его произведения («Св. Георгий», «Обращение Савла», «Христос омывает ноги ученикам») демонстрируют близость флорентийскому и римскому маньеризму. Сочиняя и выполняя свои произведения с удивительной лёгкостью и быстротой, занимаясь ими день и ночь, развивая свой природный альтруизм до такой степени, чтобы работать даром для своих товарищей, возмещая себе только расходы на краски, Тинторетто не замедлил приобрести громкую известность наравне с Тицианом и Паоло Веронезе. Однако не все его работы достаточно основательны, что объясняется поспешностью, с какой они иногда выполнялись. Со временем Тинторетто стал заниматься ими не торопясь, более внимательно, а потому они выходили удачными; иногда же, будучи осаждаем заказами, он нередко писал наскоро, небрежно, и тогда из-под его кисти порой появлялись вещи, недостойные его имени.
Благодаря дошедшему до нас нотариально заверенному документу известно, что в 1539 году получил статус «независимого художника», известными под именем Тинторетто. Первые работы Тинторетто не сохранились. Наиболее примечательны следующие картины Тинторетто раннего периода:
- «Грехопадение Адама и Евы» и «Убийство Авеля», выполнены в подражание Тициану. Хранятся в Галерее Венецианской Академии.
- «Поклонение золотому тельцу» и «Страшный Суд», две огромные композиции и другие картины в церкви Мадонна-дель-Орто, в Венеции.
- «Чудо Святого Марка» и «Похищение тела Святого Марка» (в Галереи академии), «Брак в Кане Галилейской» (в сакристии церкви Санта-Мария-делла-Салюте), «Философ Диоген», «Нахождение тела Святого Марка» (Пинакотека Брера, Милан)
- многие картины, рассеянные по европейским музеям, например: «Венера, Вулкан и Амур» (Старая пинакотека, Мюнхен), «Рождество Христово» и «Омовение ног» (Эскориал, Мадрид), «Сусанна и старцы» и «Несение креста» (Музей истории искусств, Вена), «Девять муз» (Хэмптон-корт, близ Лондона), «Юдифь» (Прадо, Мадрид), «Рождение Иоанна Крестителя» (Государственный Эрмитаж, Санкт-Петербург).

Тинторетто много работал по заказам религиозных братств мирян (скуол). В этом ряду наиболее выдающимся стал цикл его картин маслом (в Венеции из-за влажности воздуха не писали фресок) для Скуолы Гранде-ди-Сан-Рокко. Важнейшим заказом для Тинторетто стали работы для Дворца дожей после нескольких пожаров 1574—1577 годов. Художник писал картины на мифологические сюжеты («Происхождение Млечного пути», «Венера, Марс и Вулкан»); много работал в портретном жанре: портреты дожа Николо да Понте (в венском Музее истории искусств), адмирала Н. Капелло (собрание герцога Девонширского, в Англии), дожа А. Мочениго, М. Гримани, медика А. Везалия (Старая Пинакотека, Мюнхен), самого художника (Государственный музей искусств, Копенгаген)

### Творческий метод и стиль
Б. Р. Виппер назвал Тинторетто «последним из выдающихся венецианских живописцев чинквеченто», в творчестве которого «социальный протест» приобретает «всё усиливающийся отвлечённо-спиритуалистический оттенок».
Последователь Тициана, он испытал воздействие мощного искусства Микеланджело и живописи Веронезе, но пошёл далее: на основе венецианской красочности, влияний флорентийского и римского маньеризма он создал уникальный художественный стиль с эффектными контрастами светотени, сильными ракурсами и стремительными движениями фигур вдоль композиционных диагоналей, придающих его картинам исключительную экспрессию и динамику. «Усвоив перспективно-анатомические уроки Возрождения, Тинторетто мог свободно отдаваться головокружительным ракурсам, патетике воображаемого ирреального пространства».
Б. Беренсон выразительно писал о том, что Тинторетто «непосредственно ощущал огромное воздействие микеланджеловского искусства… Это вылилось у него в эффектах света, которыми он пользовался так, будто его рукам дана была власть прояснять или затемнять небеса, покоряя их своей воле».
Выдающийся австрийский историк искусства Макс Дворжак называл Тинторетто единственным «подлинным конгениальным преемником микеланджеловского искусства». Он восторженно описывал картину «Введение Марии во храм» в церкви Мадонна-дель-Орто: 

 «Половина изображения совершенно погружена во тьму, в которой едва можно разобрать отдельные формы; художник словно бы хотел охарактеризовать здесь теневую сторону жизни, нищету, омрачённое сознание. Другая половина освещена, и здесь мы видим более приветливые сцены: трёх матерей с их детьми… Этим трём женщинам противопоставлены на самой вершине композиции трое мужчин, и среди них — великан первосвященник… Мария — маленькая девочка, которая торжественно шагает вверх по ступеням и которую столь же торжественно встречает первосвященник. Небо позади Марии озарено: так возвещает о себе новое будущее человечества, о котором, по-видимому, догадывается старик в левом нижнем углу изображения — удивительная фигура, выхваченная из тёмного фона яркими лучами света и отчётливо напоминающая поздних персонажей Микеланджело: мы обнаруживаем здесь и другие своеобразно вытянутые фигуры наподобие тех, что изображал в последний период своего творчества Микеланджело, — их возникновение, как и в искусстве готики, обусловлено стремлением преодолеть скованность массы посредством предельного развития по вертикали».
Апофеозом творчества Тинторетто и наивысшим достижением венецианской школы живописи является грандиозный по масштабам цикл картин (в Венеции за редким исключением по причине высокой влажности воздуха не писали фресок) для Скуолы Гранде ди Сан-Рокко. Феноменальная композиция «Распятие» в зале Альберго (536 х 1224 см) представляет собой по определению М. Дворжака «борьбу между светом и тьмой», которая «возвышается над кипением человеческих страстей, словно некий мир в себе, некая иная воображаемая сфера, которая не может быть исчерпана человеческими действиями». Не менее поразительна картина «Рай» в Зале Большого Совета Дворца дожей в Венеции. Художник создал её в возрасте семидесяти лет, и она считается самой большой картиной написанной маслом на холсте (22 х 9 м). Композиция представляет собой «иерархию небес» в сочинённом художником сферическом пространстве.
А. Г. Габричевский считал Тинторетто и его произведения «ключевым моментом» развития истории изобразительного искусства в отношении понимания света и пространства. «Для Габричевского главный герой искусства Тинторетто — единое, органическое, как бы одушевлённое пространство».
Считается, что Тинторетто оказал влияние на художественный стиль произведений Эль Греко и Ганса Роттенхаммера. Под влиянием Тинторетто работал венецианский живописец Леонардо Корона.

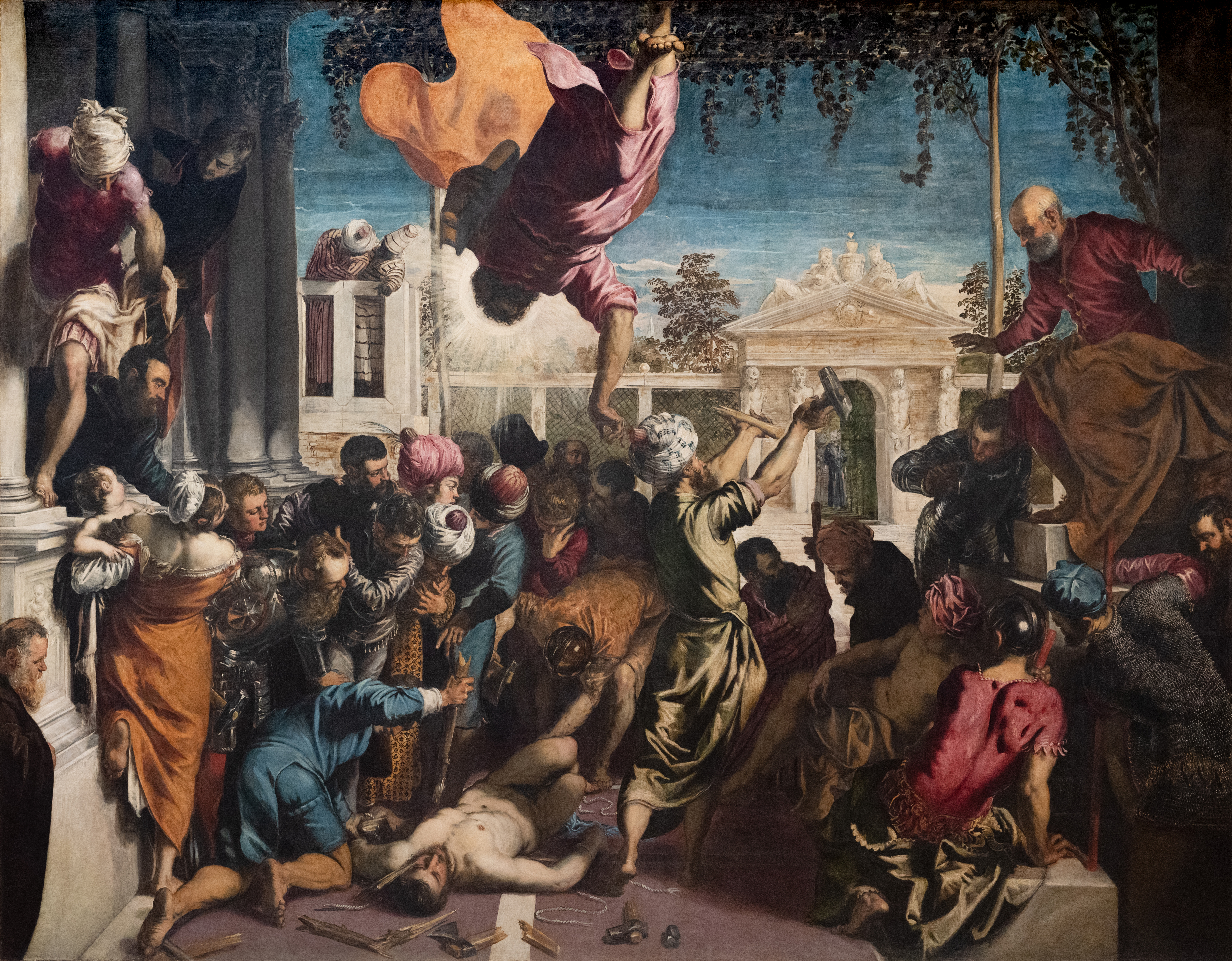
Чудо Святого Марка. 1548. Холст, масло. Галерея академии, Венеция
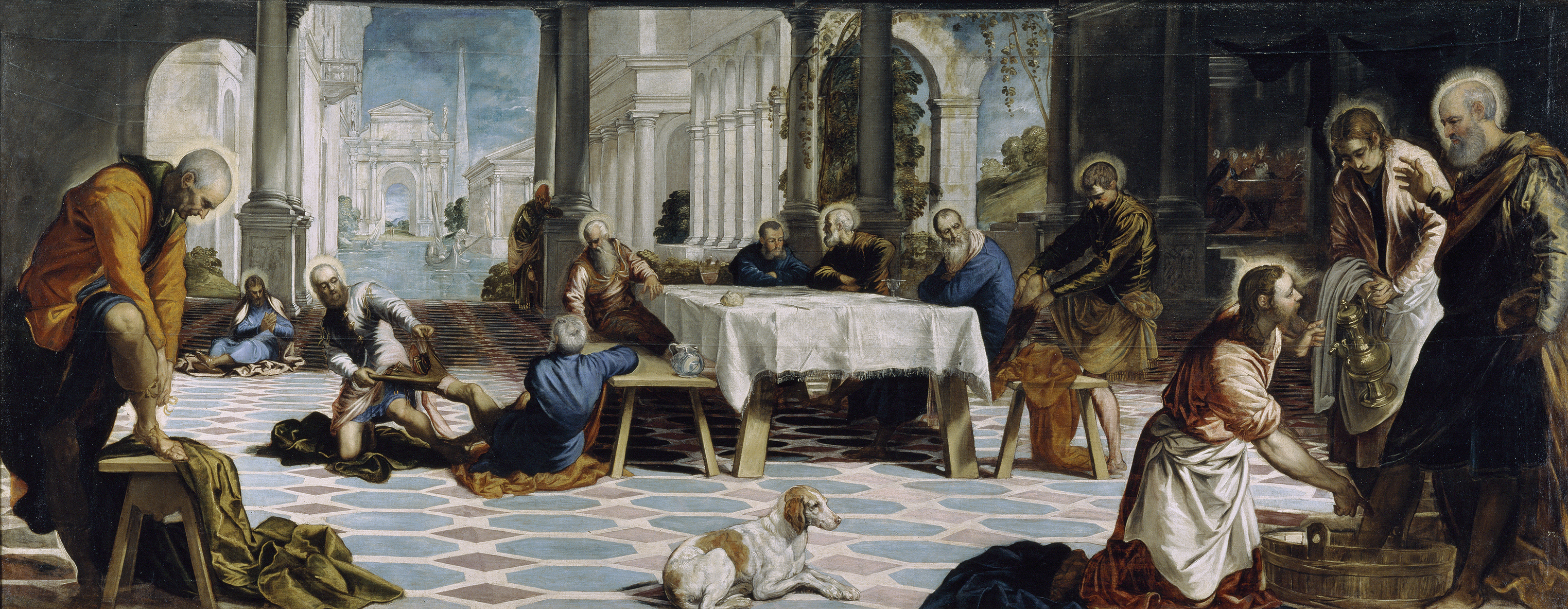
Омовение ног. 1548 — 1549. Холст, масло. Эскориал, Мадрид
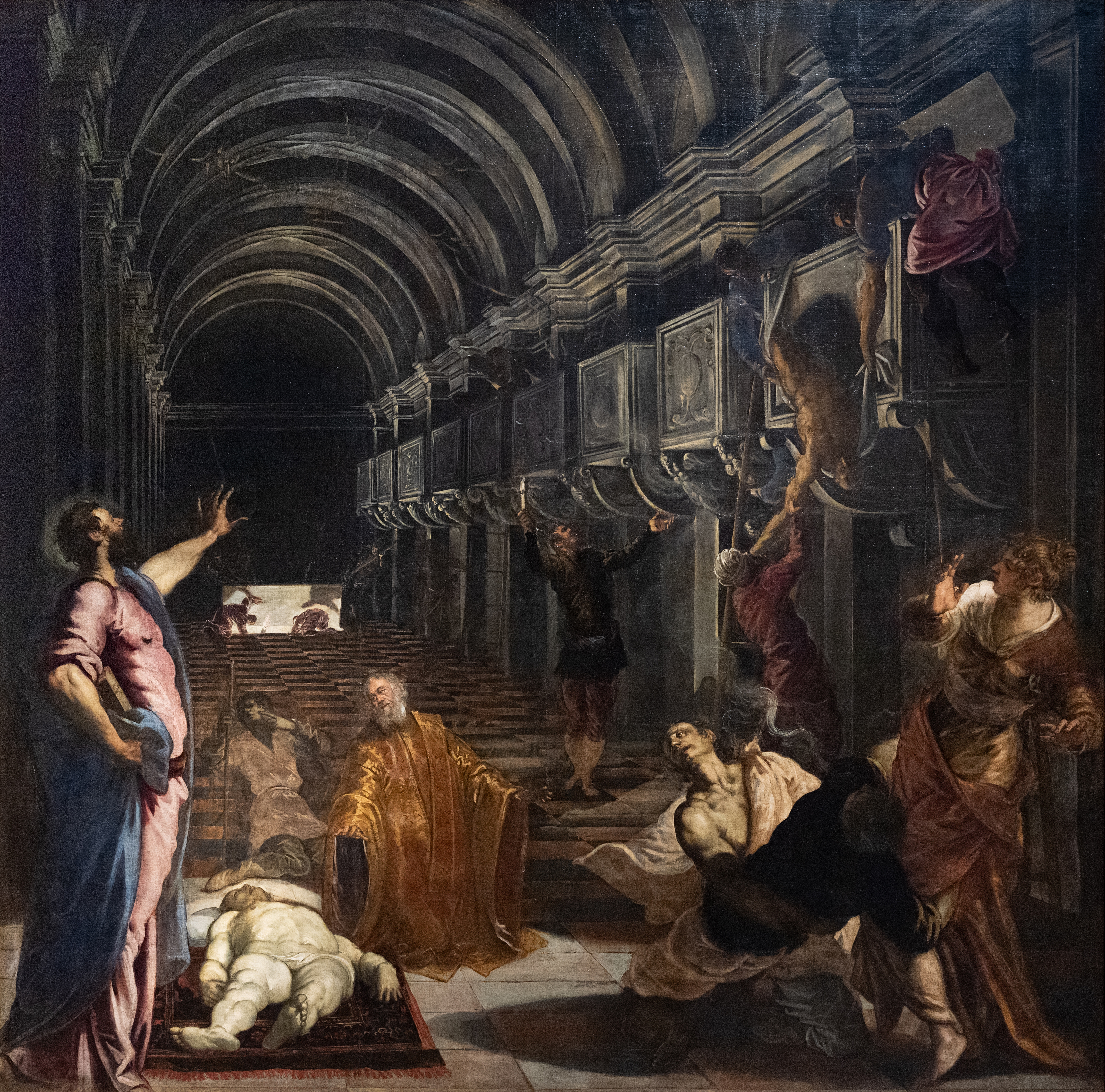
Нахождение тела Святого Марка. 1562. Холст, масло. Пинакотека Брера, Милан
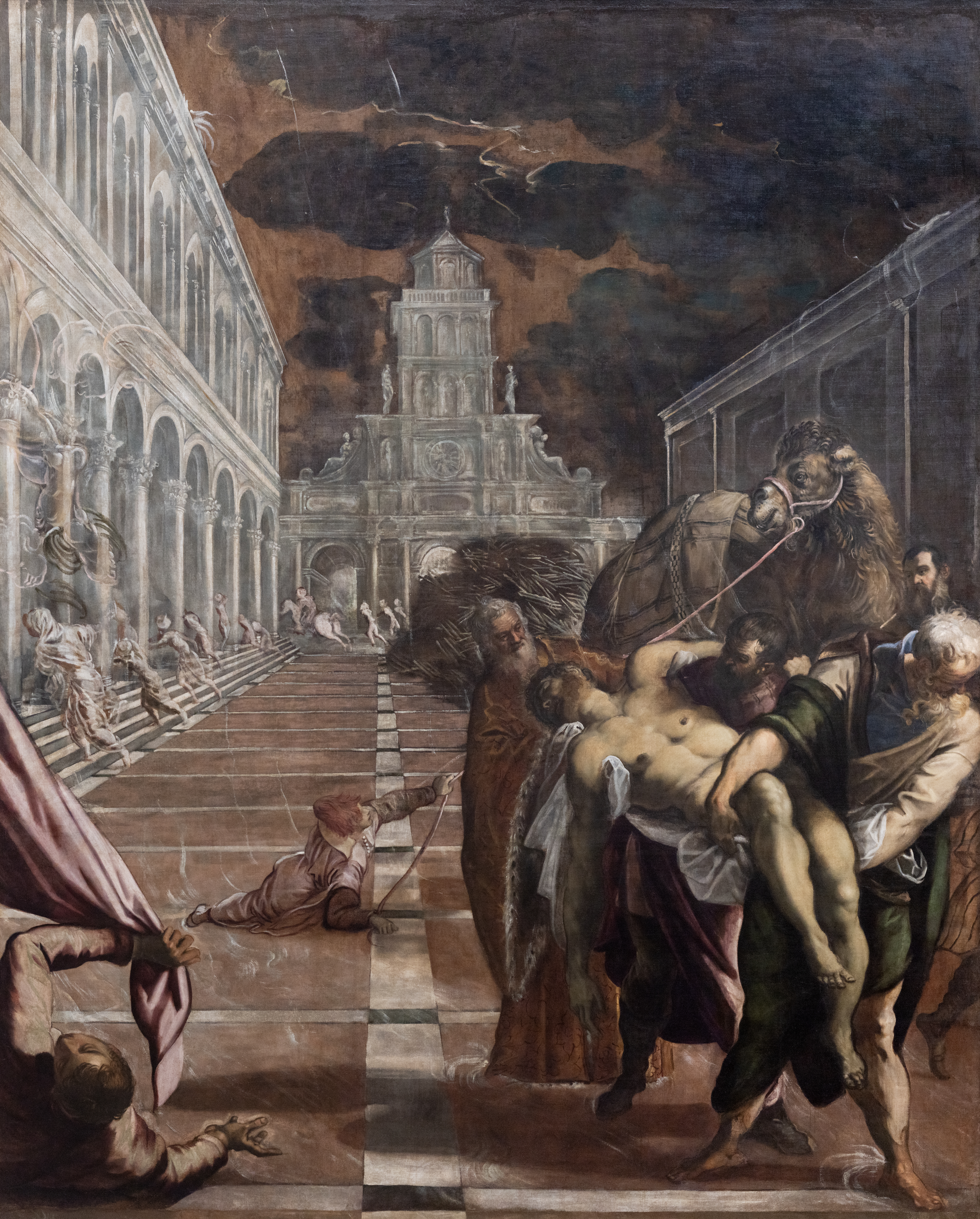
Перенесение тела Святого Марка. 1562—1566. Холст, масло. Галерея академии, Венеция
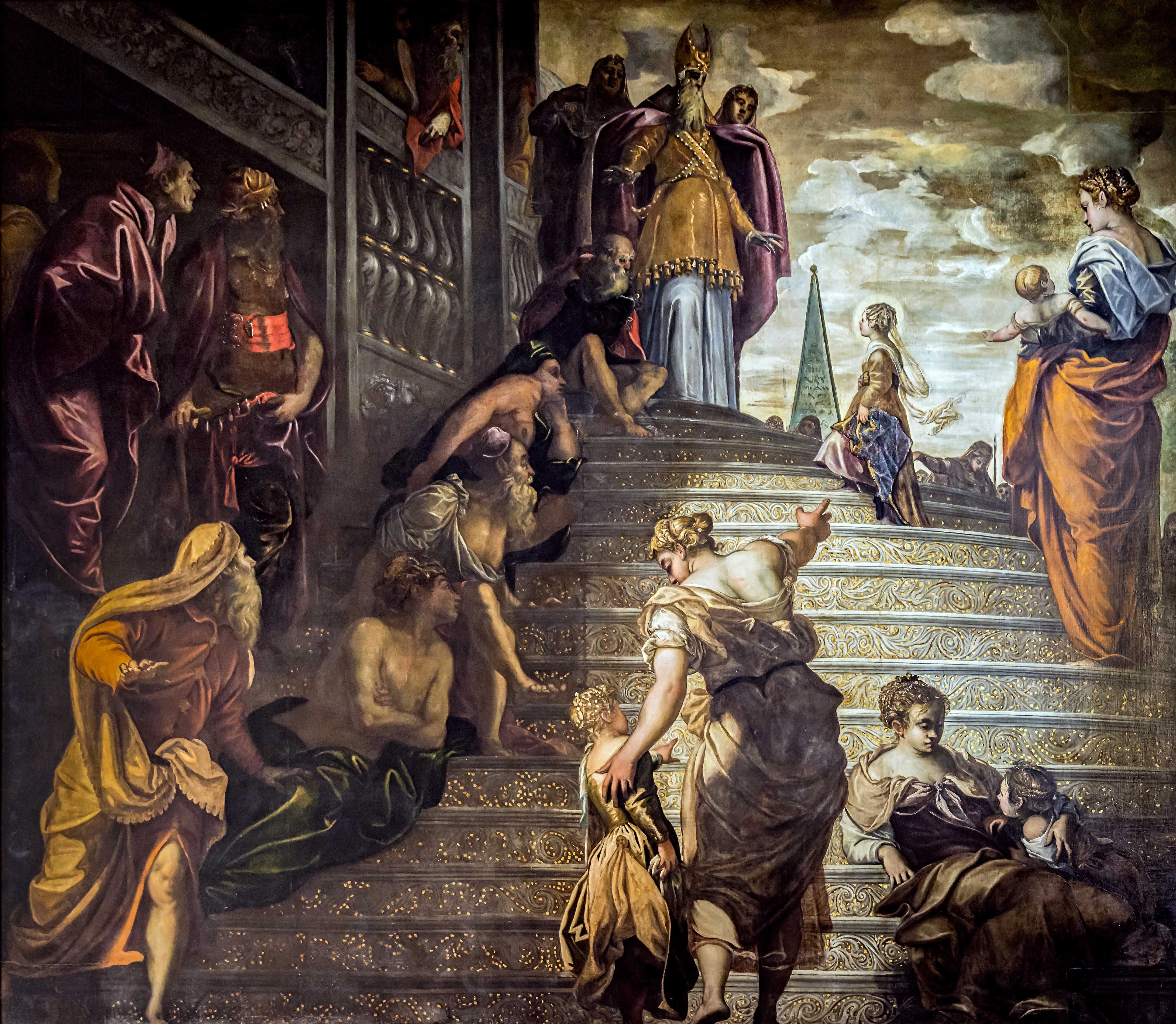
Введение Марии во храм. 1552—1553. Холст, масло. Церковь Мадонна-дель-Орто, Венеция
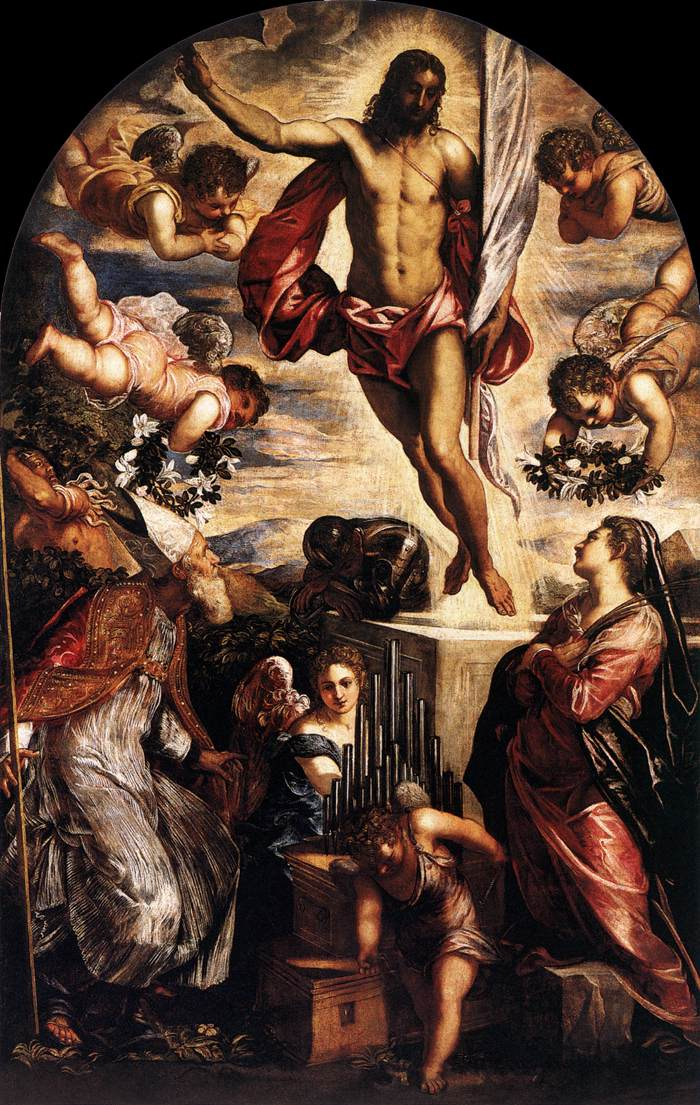
Воскресение Христа. 1565. Холст, масло. Церковь Сан-Кассиано, Венеция
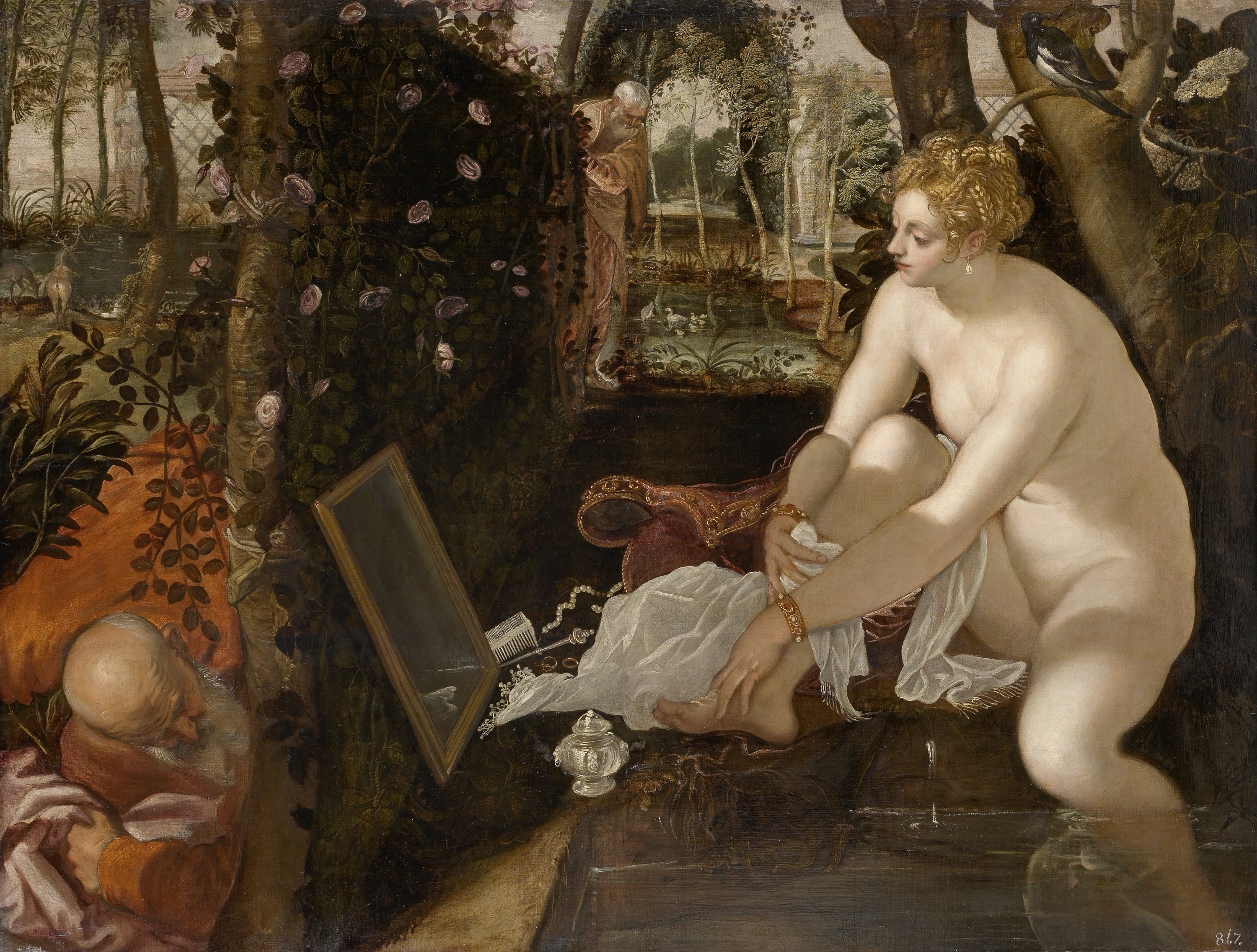
Сусанна и старцы. 1555 — 1556. Холст, масло. Музей истории искусств, Вена
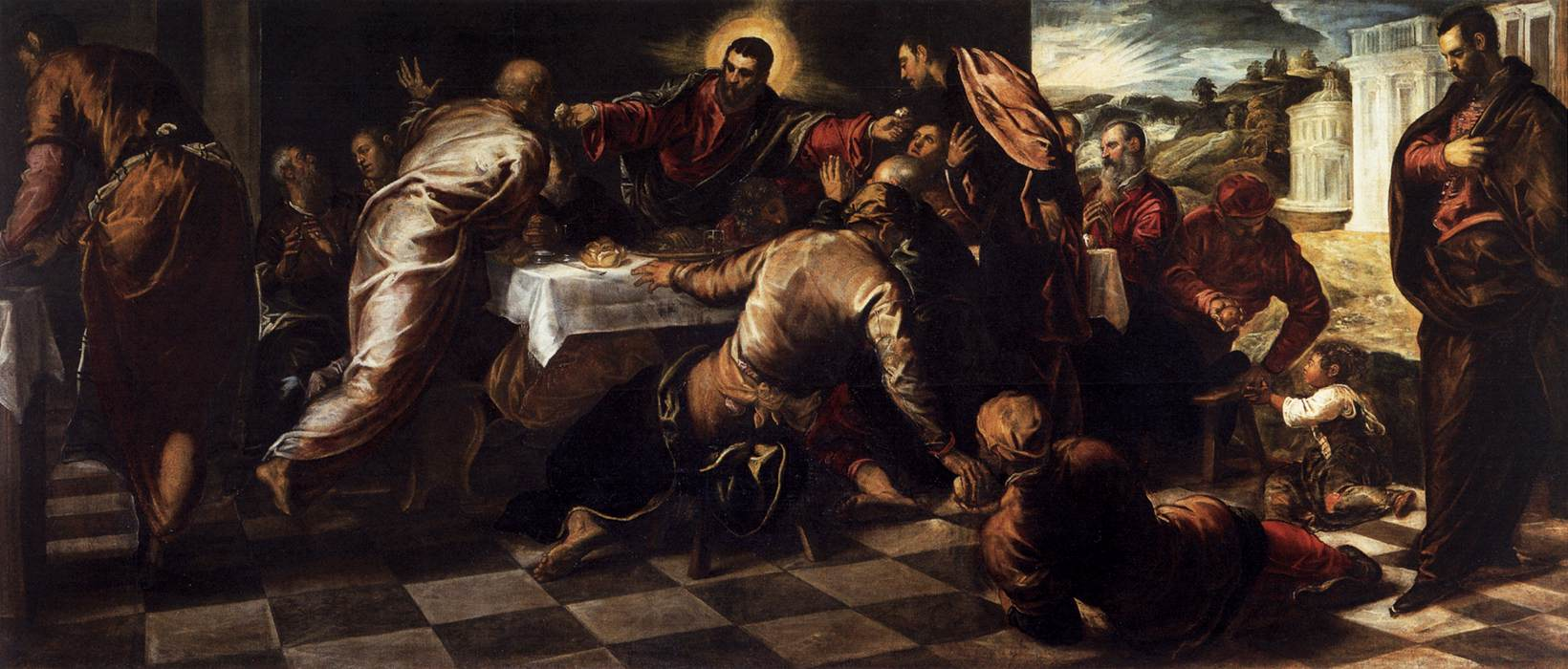
Тайная вечеря. Ок. 1570. Холст, масло. Церковь Сан-Поло, Венеция
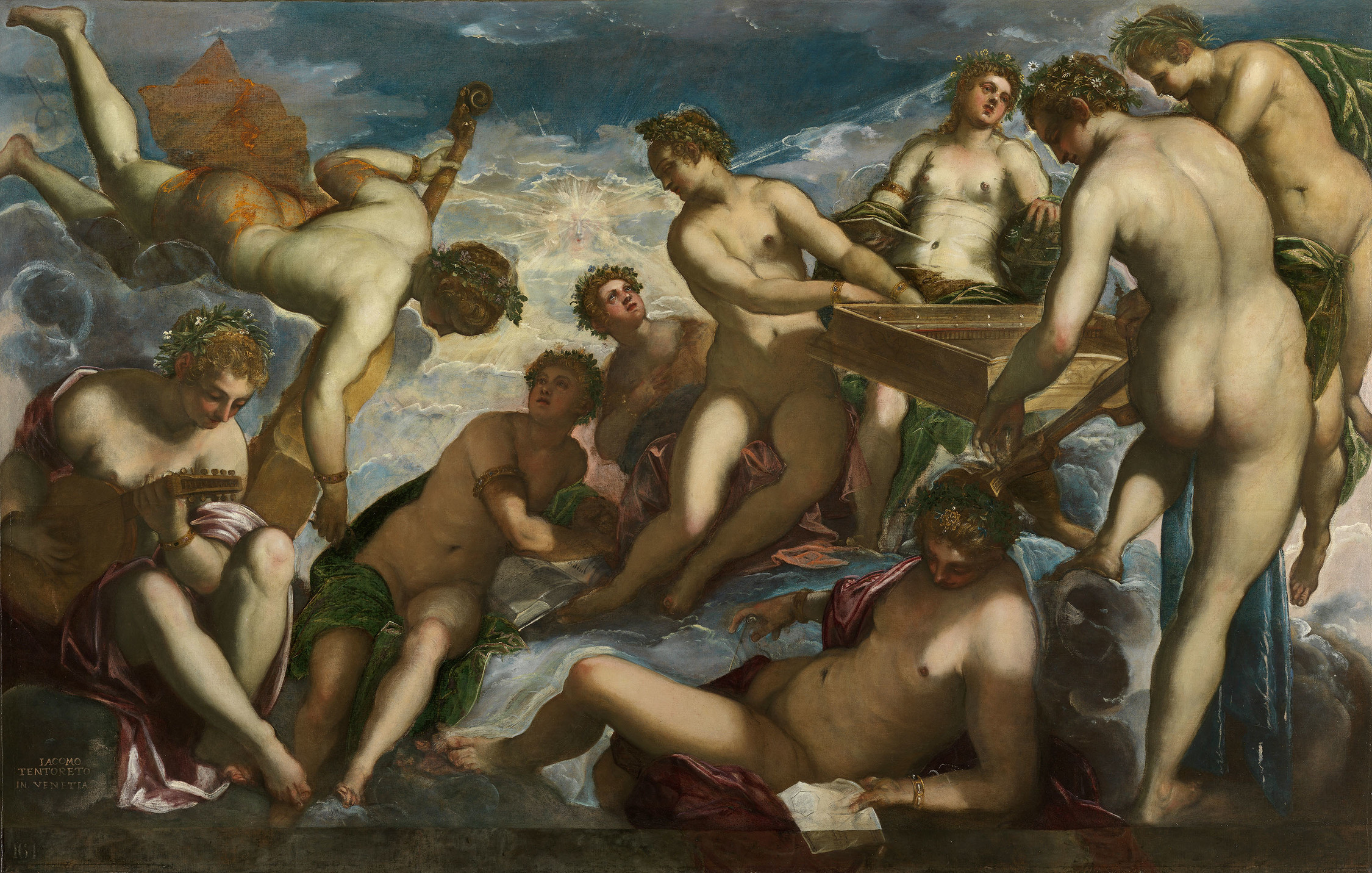
Девять муз. 1578. Холст, масло. Хэмптон-корт, Англия
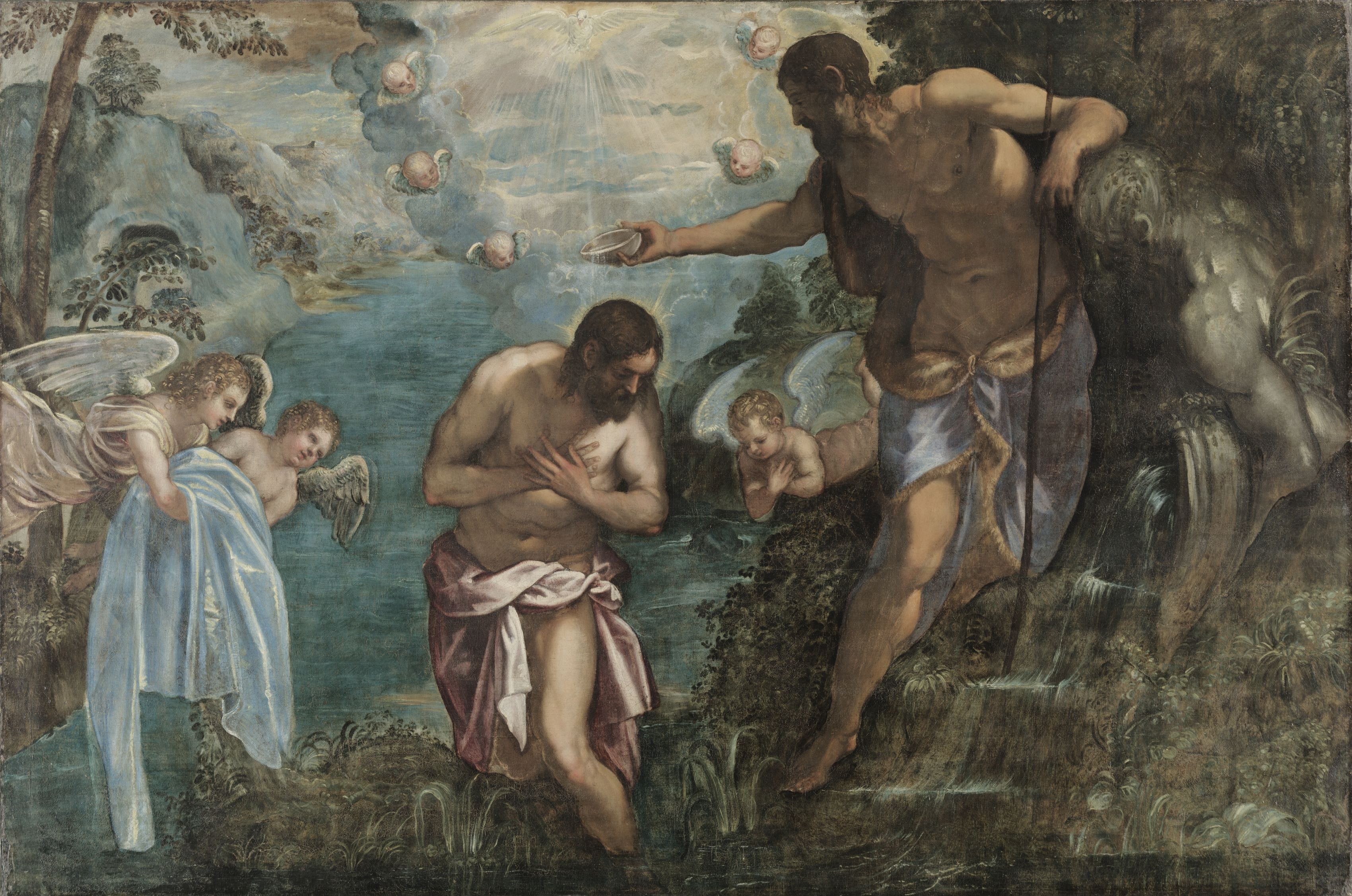
Крещение Христа. 1580. Холст, масло. Художественный музей Кливленда, США
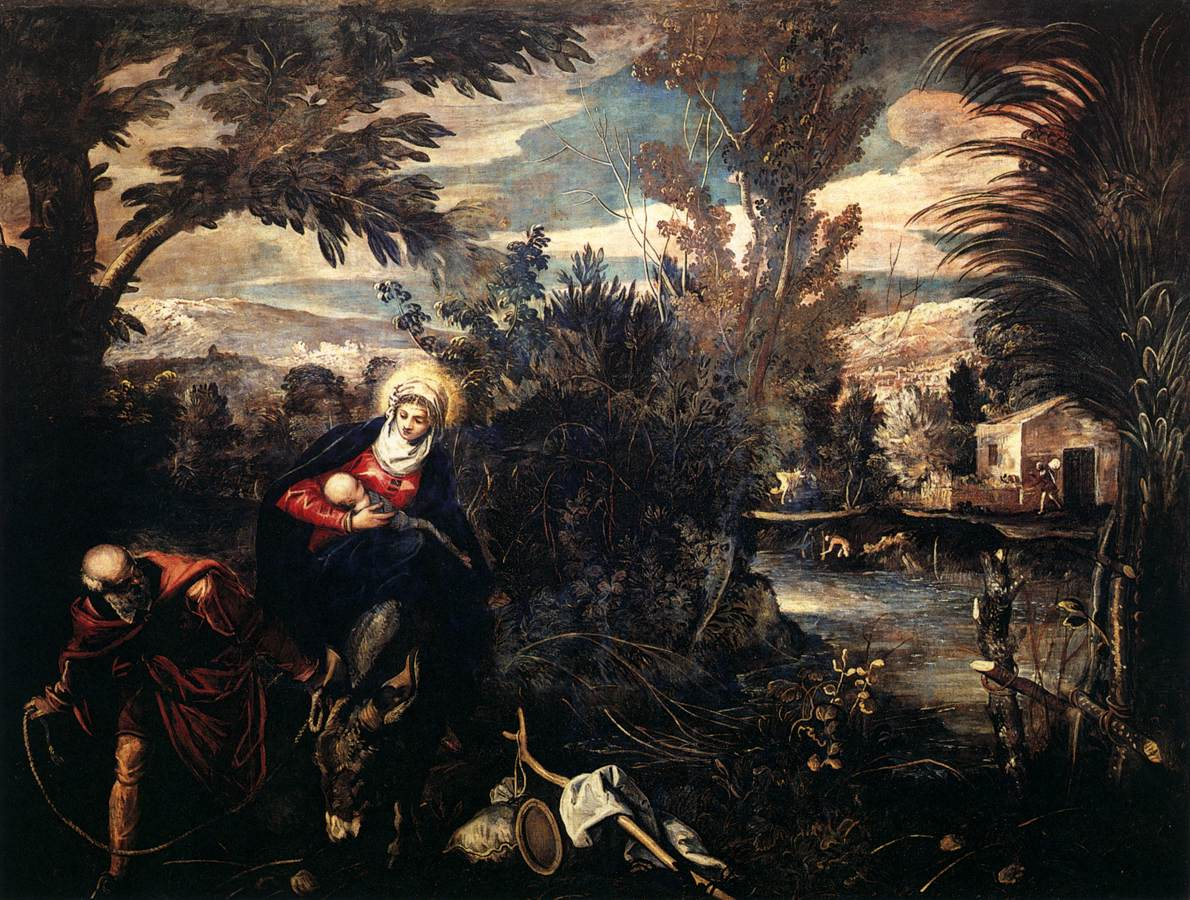
Бегство в Египет. 1582 — 1587. Холст, масло. Скуола Гранде-ди-Сан-Рокко, Венеция
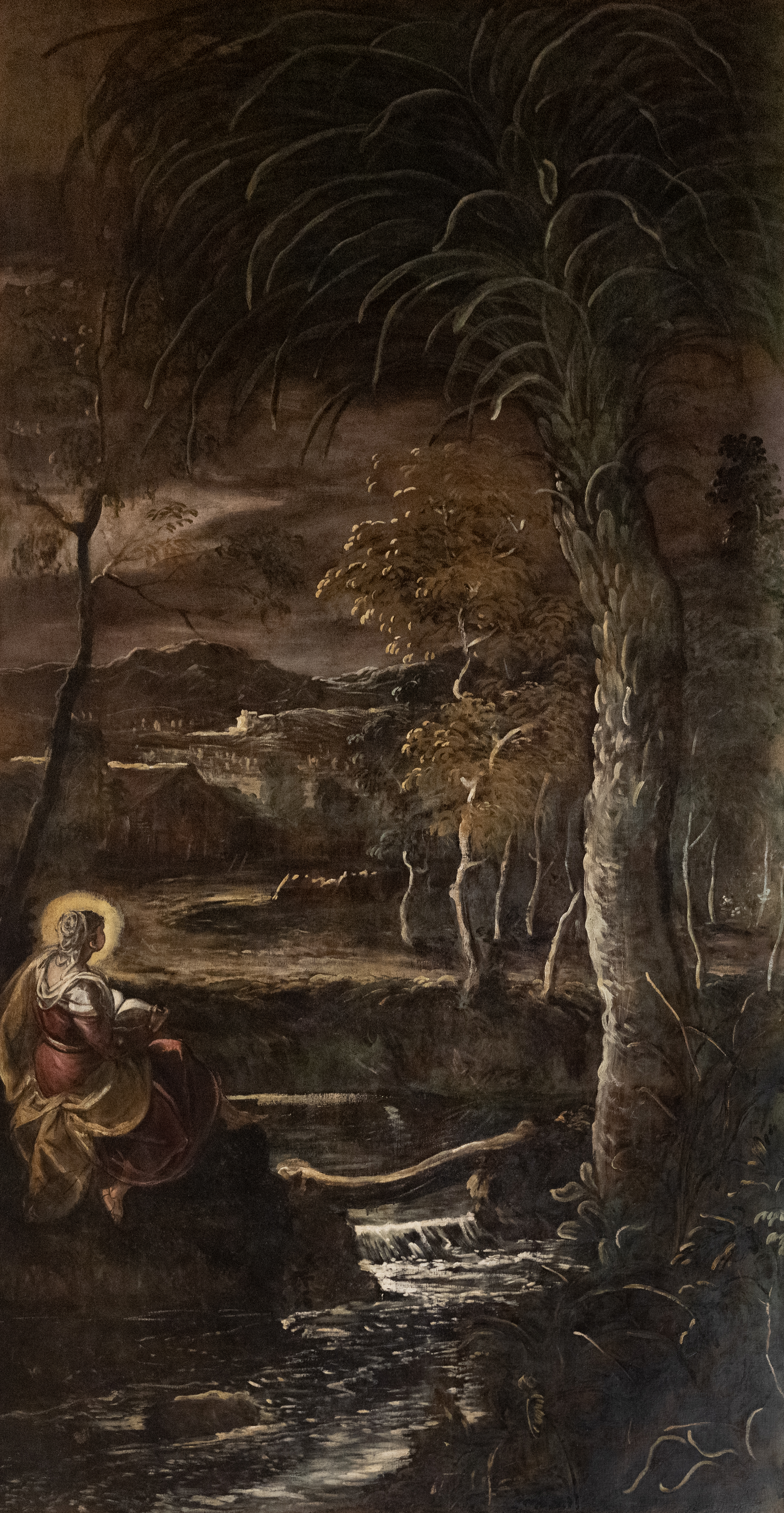
Мария Египетская в пустыне. 1587. Холст, масло. Скуола Гранде-ди-Сан-Рокко, Венеция
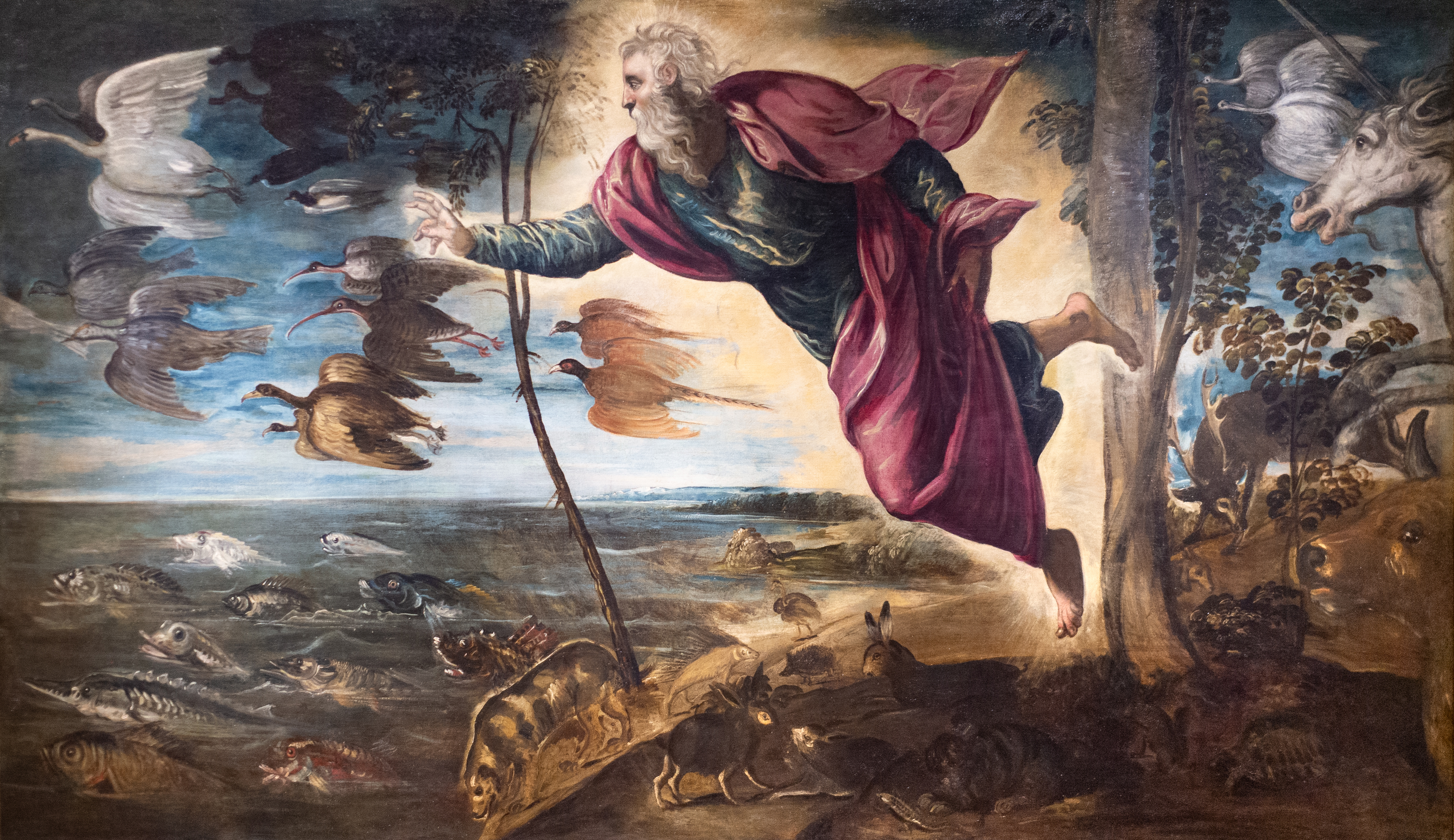
Создание животных, 1551-1552
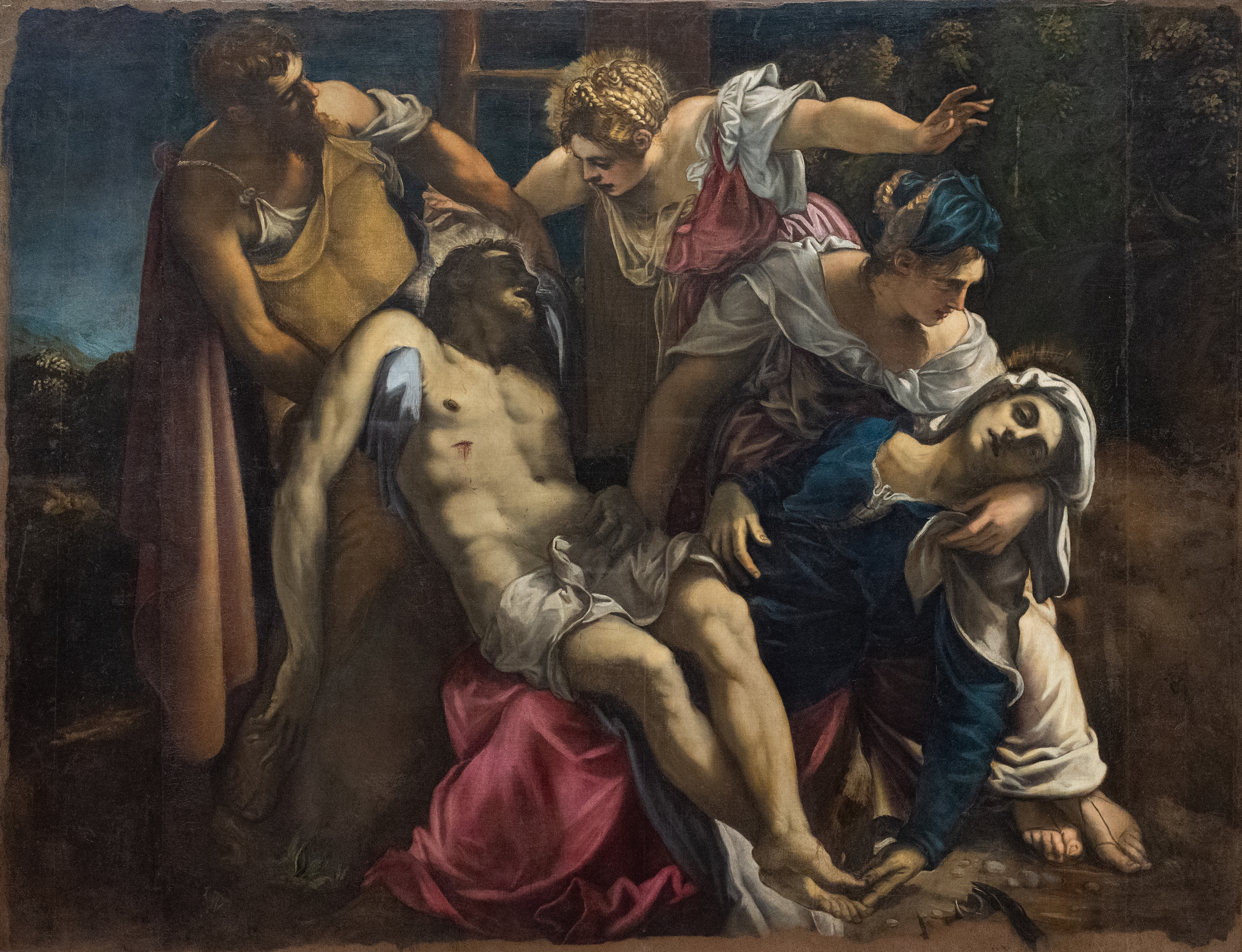
Снятие с креста, 1560

### Семья
Тинторетто был женат на Фаустине, урождённой Эпископи. Всецело преданный искусству, Тинторетто воспитал в любви к нему и своих детей. Его дочь Мариетта Робусти (1560—1590) и старший сын Доменико Робусти (1560—1635) получили образование под руководством отца и стали успешными портретистами. Мариетту приглашали к себе на службу император Максимилиан и король Филипп II Испанский, но она не захотела расставаться с отцом.

## Память
- В честь Тинторетто назван кратер на Меркурии.
- 30 июля 2018 года Банк России выпустил в обращение серебряную памятную монету номиналом 25 рублей «Творения Тинторетто (Якопо Робусти)» серии «Сокровищница мировой культуры»[25]